# Gambarie
Gambarie (Gambàrî in dialetto reggino) è una località montana nel comune di Santo Stefano in Aspromonte, in provincia di Reggio Calabria, ubicata a 1.310 m s.l.m., nel cuore del Parco nazionale dell'Aspromonte. È una località turistica estiva e invernale.

## Storia
Gambarie, il cui nome sembra derivare dal greco Kamparia, venne fondata attorno agli anni venti con la formazione del primo nucleo abitativo composto da boscaioli e pastori. A cavallo tra gli anni trenta e gli anni sessanta vennero a mano a mano costruite le prime ville per trascorrere le vacanze, i primi alberghi, la pista da sci e la seggiovia.

## Monumenti e luoghi di interesse
- La piazza centrale: Al centro dell'ampia piazza Mangeruca è posta una fontana molto caratteristica, con base larga e quadrata costruita in pietra. Su essa è collocata una struttura in vetro, che crea l'illusione di una montagna, dalla cui cima sgorga l'acqua che dà alla fontana fascino e bellezza. Nelle giornate più rigide l'acqua congelata dà origine ad un interessante gioco di ghiaccio. Attorno alla piazza principale sorgono negozi ed hotel.

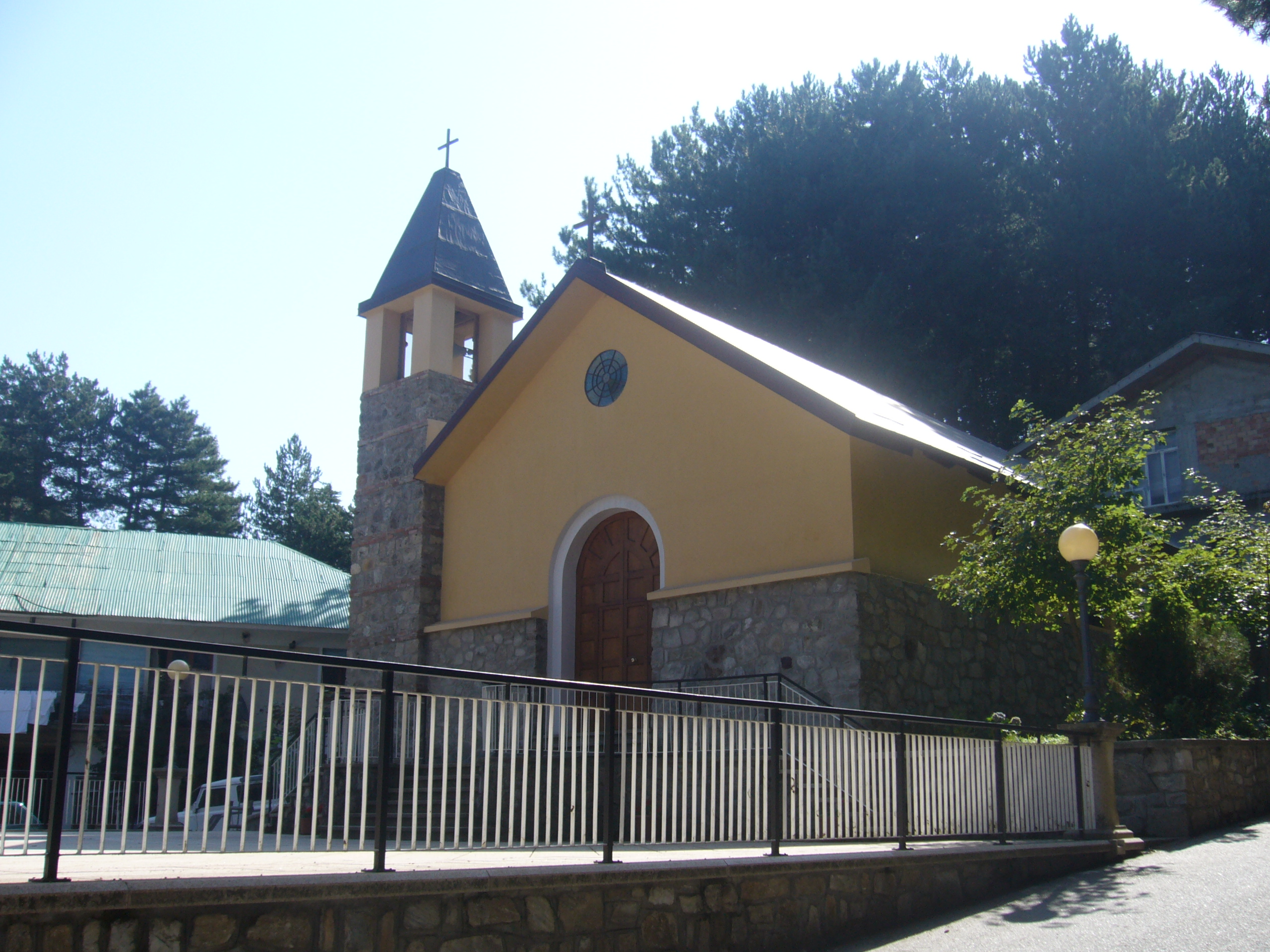
La chiesetta del Sacro Cuore

- La chiesa: A 300 metri dalla piazza principale è possibile visitare la chiesa del Sacro Cuore. Si tratta di una costruzione della metà dell'Ottocento che si apre su una piccola piazzetta.

- La pineta: Di fianco alla chiesa vi è una pineta al cui centro sorge una fontana risalente al 1954. La domenica, per molte famiglie, è il luogo preferito per il pic-nic.

- La fontana: è stata realizzata nel 2003 dall'architetto Gianluca Adami e dall'artista Corrado Sassi a seguito di un concorso bandito dal Parco dell'Aspromonte. Collocata al centro di piazza Mangeruca è particolarmente suggestiva in pieno inverno quando l'acqua che scende dalle lastre di cristallo ghiaccia dando luogo ad un'infinità di minuscole stalattiti. L'effetto complessivo è quello di un unico blocco di ghiaccio. Sulle lastre di vetro è inciso un testo tratto dalla Carta dell'Aspromonte. In estate la luce del sole proietta il testo a terra rendendolo leggibile.

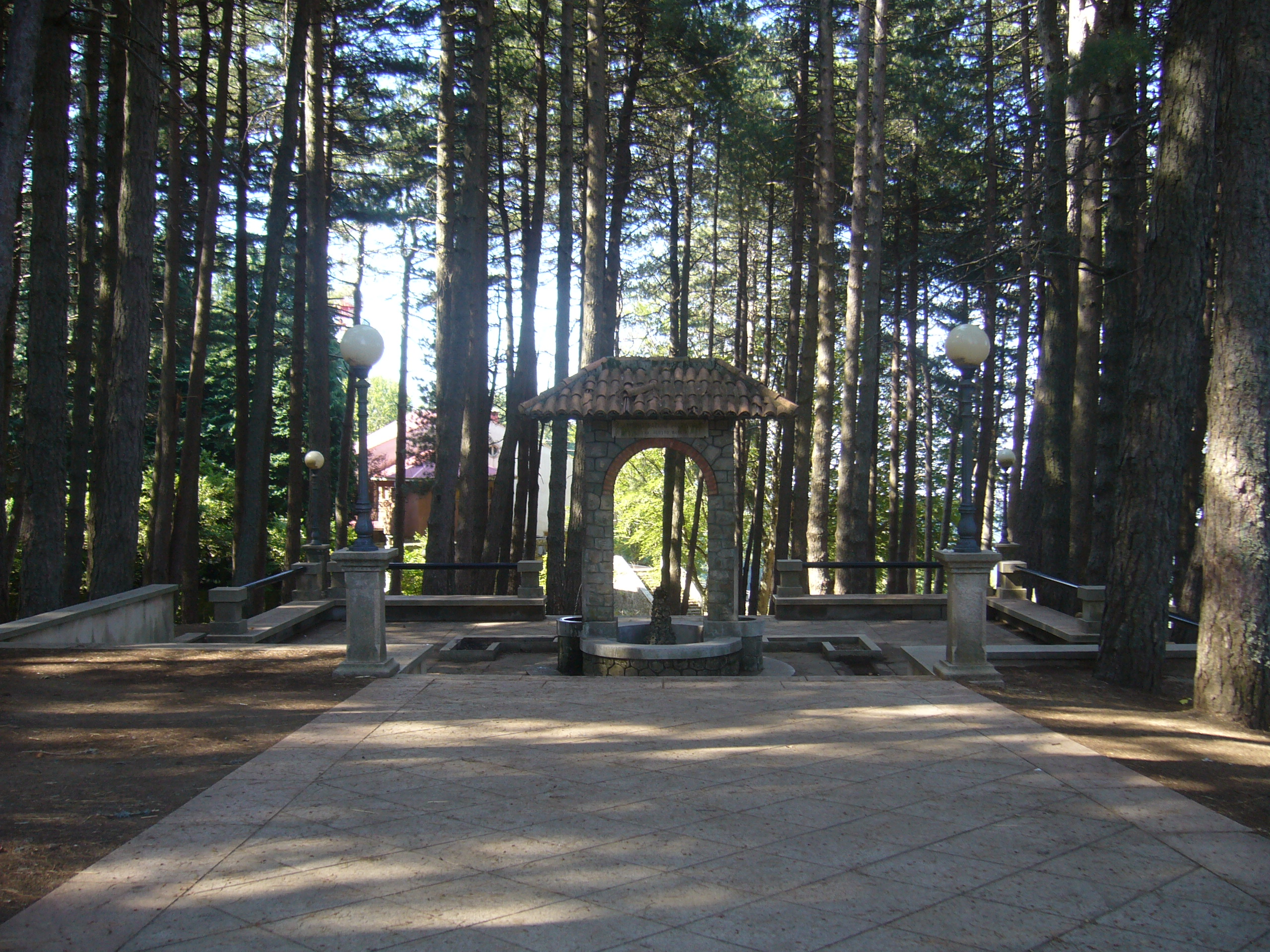
La fontana nella pineta

- Il Cippo di Garibaldi: Distante solo 7 km dal paese c'è il Cippo di Garibaldi, tappa quasi obbligatoria per i turisti, dove si può vedere il maestoso albero caratterizzato da un ampio incavo in cui i compagni di Giuseppe Garibaldi lo fecero riposare quando fu ferito alla gamba. Nelle immediate vicinanze dell'albero sorge un piccolo mausoleo che ricorda le gesta dell'eroe.

- Monte Scirocco: con la seggiovia, aperta quasi tutto l'anno, è possibile raggiungere la sommità di monte Scirocco da cui, nelle giornate particolarmente terse, si gode un piacevole panorama che spazia dall'Etna alle Isole Eolie. Su monte Scirocco sono presenti le piste sciistiche.

- Il laghetto: Il laghetto “Rumia” si trova a circa 3 km dal centro del paese. Nelle sue acque vivono numerosi pesci e trovano ospitalità alcune oche.

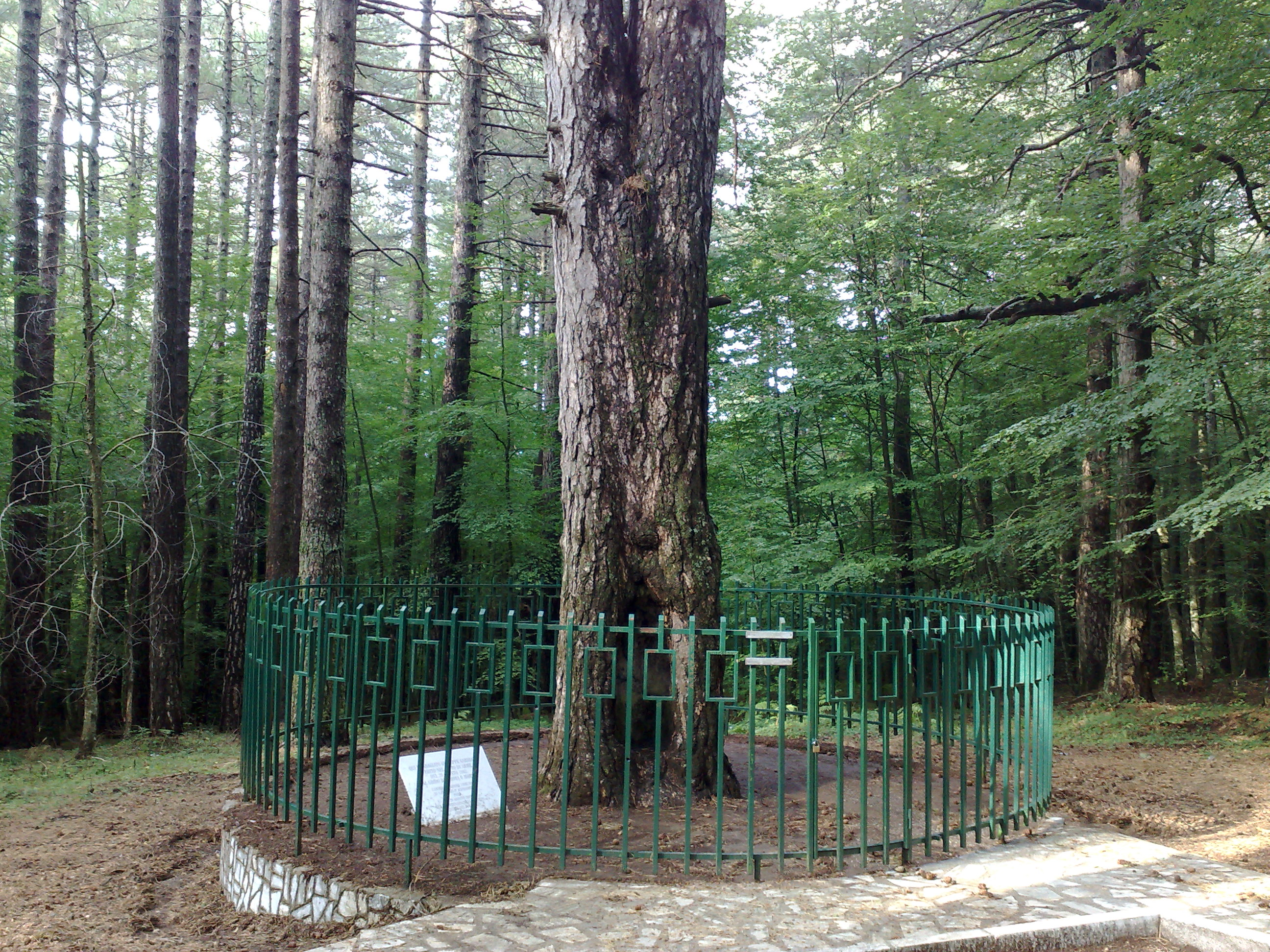
L'albero a cui fu adagiato Garibaldi ferito

- I percorsi: Da Gambarie, attraverso numerosi sentieri escursionistici segnalati, è possibile raggiungere molti luoghi di interesse naturalistico tra cui le cascate del Maesano, la località Nardello dove sorge l'ex base americana, la cima di Montalto (1.955m s.l.m.), la località “Monumento di Nino Martino” ed il Santuario di Polsi.

## Sport
Gambarie è una località sciistica che offre cinque piste con impianti di risalita su un dislivello massimo di 400 metri